# Loch of the North Haa

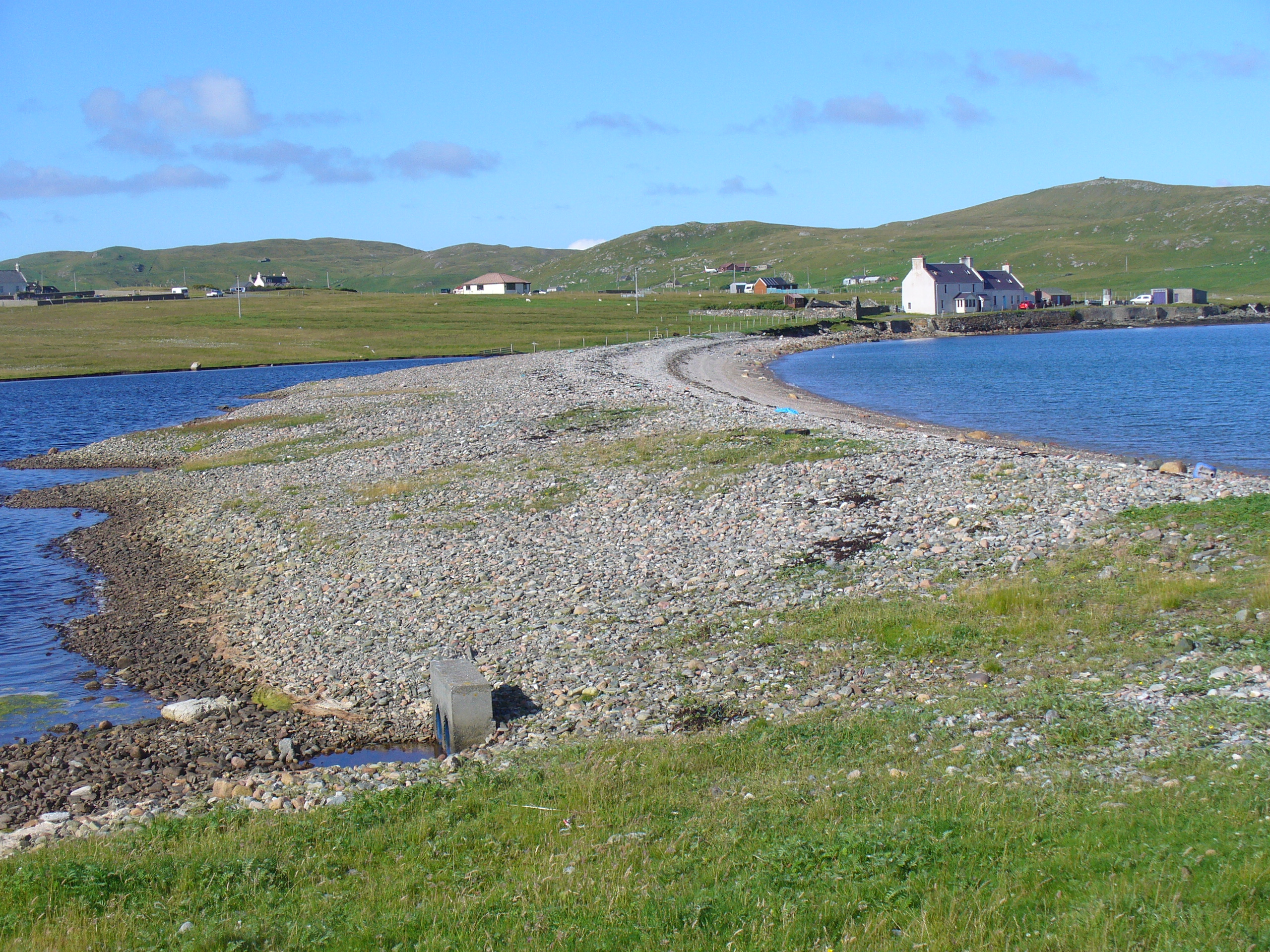
Ein Ayre trennt die Bucht rechts vom Loch links. Hinten das namensgebende Gebäude.

Der Loch of the North Haa, auch North-haa Loch, ist ein See (Loch) im Norden von Mainland, der Hauptinsel der zu Schottland zählenden Shetlands. Wie auch der wenige hundert Meter östlich gelegene Loch of Beith wird er durch ein Ayre, einen kieshaltigen Strand, der hier die Form einer Nehrung annimmt, von der südöstlich gelegenen Meeresbucht Burra Voe, Teil des Yell Sounds, abgegrenzt. Beide stellen somit eine Lagune dar. Landseitig im Norden und Westen liegt die Ortschaft North Roe.
Der Name bezieht sich auf das North Haa, ein östlich gelegenes größeres Bauernhaus, das als Listed Building unter Denkmalschutz steht. Die Fläche des dreieckigen Lochs beträgt etwa einen Hektar, seine Gewässerkennzahl lautet 200450.